# Олд-Траффорд
Олд-Тра́ффорд (англ. Old Trafford) — футбольний стадіон у Манчестері, домашня арена клубу «Манчестер Юнайтед». Найбільший стадіон Прем’єр-Ліги (якщо не враховувати Вемблі), третій за місткістю у всій Великій Британії та одинадцятий в Європі. Один з двох п’ятизіркових стадіонів УЄФА в Англії.

## Історія
Стадіон має прізвисько «Театр мрій», яке йому дав Боббі Чарлтон. Арена є домашньою для «червоних дияволів» з 1910 року. Потягом восьми років, з 1941 по 1949, на «Олд-Траффорд» матчі не проводилися, оскільки відбувалася реконструкція після бомбардувань під час Другої світової війни. У цей період команда грала на Мейн-Роуд, домашньому стадіоні місцевого суперника «Юнайтед» «Манчестер Сіті». Стадіон зазнав значних змін під час реконструкцій у 1990-х та 2000-х роках. Зокрема було додано декілька ярусів до Північної, Східної та Західної трибун, що дозволило збільшити місткість стадіону майже до 80 000. У майбутньому планується надбудувати другий ярус до Південної трибуни, що ще збільшить кількість сидячих місць до 90 000. рекорд відвідуваності був зареєстрований 25 березня 1939 року під час півфінального матчу Кубка Англії між «Вулвергемптон Вондерерз» та «Грімсбі Таун», і склав 76 962 вболівальники.
Арена часто приймає півфінальні матчі Кубка Англії, а також збірну країни з футболу (всі матчі протягом реконструкції Вемблі). На «Олд-Траффорд» проходили матчі Чемпіонату світу 1966 року, Чемпіонату Європи 1996 року та фінал Ліги чемпіонів УЄФА 2003 року. Окрім футболу стадіон приймає змагання з регбіліг.

## Чемпіонат світу 1966
Під час Чемпіонату світу 1966 року стадіон приймав три матчі за участі збірних Португалії, Угорщини та Болгарії:
| Дата     | Матч                  | Рахунок | Раунд        |
| -------- | --------------------- | ------- | ------------ |
| 13 липня | Португалія — Угорщина | 3:1     | Матч групи 3 |
| 16 липня | Португалія — Болгарія | 3:0     | Матч групи 3 |
| 20 липня | Угорщина — Болгарія   | 3:1     | Матч групи 3 |

## Чемпіонат Європи 1996
Під час Чемпіонату Європи 1996 року стадіон приймав п’ять матчів за участю збірних Німеччини, Чехії, Росії, Італії, Хорватії та Франції:
| Дата      | Матч                 | Рахунок     | Раунд          |
| --------- | -------------------- | ----------- | -------------- |
| 9 червня  | Німеччина — Чехія    | 2:0         | Матч групи «С» |
| 16 червня | Росія — Німеччина    | 0:3         | Матч групи «С» |
| 19 червня | Італія — Німеччина   | 0:0         | Матч групи «С» |
| 23 червня | Німеччина — Хорватія | 2:1         | Чверть-фінал   |
| 26 червня | Франція — Чехія      | 0:0 (5:6 п) | Півфінал       |